# Nati nel 1915/Giugno
| Questa pagina contiene informazioni ricavate automaticamente dalle voci biografiche con l'ausilio del template Bio e di un bot. L'aggiornamento è periodico e automatico e ricostruisce completamente la pagina. Se manca una persona in questa lista, sei pregato di non aggiungerla, ma accertati piuttosto che la sua voce biografica contenga il template Bio e che i dati anagrafici siano correttamente compilati. Se il template Bio manca, inseriscilo tu stesso o, in alternativa, metti l'avviso {{tmp\|Bio}} che ne segnala la mancanza. Se i dati riportati sono sbagliati, correggi direttamente la voce biografica; le modifiche saranno visibili in questa lista entro pochi giorni. Per chiarimenti vedi il progetto biografie. La lista contiene solo le 131 persone che sono citate nell'enciclopedia e per le quali è stato implementato correttamente il template Bio. Pagina aggiornata al 10 ago 2025. |

- 1º giugno - Attilio Friggeri, medico, militare e nuotatore italiano († 1942)
- 1º giugno - Bart Howard, compositore statunitense († 2004)
- 1º giugno - Günther Leibfried, fisico tedesco († 1977)
- 1º giugno - Enzo Omiccioli, militare e aviatore italiano († 1941)
- 1º giugno - Giuseppe Perego, fumettista e illustratore italiano († 1996)
- 1º giugno - John Randolph, attore statunitense († 2004)
- 1º giugno - Jan Twardowski, poeta e presbitero polacco († 2006)
- 2 giugno - Li Lili, attrice e cantante cinese († 2005)
- 2 giugno - Luigi Natali, politico e avvocato italiano († 2013)
- 2 giugno - David Trench, diplomatico inglese († 1988)
- 2 giugno - Tapio Wirkkala, designer e scultore finlandese († 1985)
- 2 giugno - Lester del Rey, autore di fantascienza, curatore editoriale e critico letterario statunitense († 1993)
- 3 giugno - Yehoshua Bar-Hillel, matematico, filosofo e linguista israeliano († 1975)
- 3 giugno - Anton Bolinder, altista svedese († 2006)
- 3 giugno - Enzo Busca, militare, politico e dirigente pubblico italiano († 2003)
- 3 giugno - Milton Cato, politico sanvincentino († 1997)
- 3 giugno - Mario Inchausti, allenatore di calcio e calciatore cubano († 2006)
- 4 giugno - Eric Karlsson, calciatore svedese († 2002)
- 4 giugno - Modibo Keïta, politico maliano († 1977)
- 5 giugno - Vojin Bakić, scultore jugoslavo († 1992)
- 5 giugno - Miroslav Filipović-Majstorović, religioso e militare croato († 1946)
- 5 giugno - Alfred Kazin, critico letterario e saggista statunitense († 1998)
- 5 giugno - Paolo Poduje, militare e partigiano italiano († 1999)
- 5 giugno - Lancelot Lionel Ware, avvocato e biochimico inglese († 2000)
- 6 giugno - Tom Godwin, autore di fantascienza statunitense († 1980)
- 6 giugno - Miguel Iglesias, regista e sceneggiatore spagnolo († 2012)
- 6 giugno - Vincent Persichetti, compositore e pianista statunitense († 1987)
- 7 giugno - Andrea Dugnani, calciatore italiano
- 7 giugno - Biagio Guarnaccio, aviatore italiano († 1949)
- 7 giugno - Geno Hartlaub, scrittrice tedesca († 2007)
- 7 giugno - Patricia Roc, attrice britannica († 2003)
- 7 giugno - Epaminonda Troya, criminale italiano († 1984)
- 8 giugno - Jaime Milans del Bosch, generale spagnolo († 1997)
- 8 giugno - Giuseppe Oriana, militare e politico italiano († 2007)
- 8 giugno - Frank Riley, giornalista e scrittore statunitense († 1996)
- 8 giugno - Oliver W. Wolters, storico britannico († 2000)
- 9 giugno - Giuseppe Carata, arcivescovo cattolico italiano († 2003)
- 9 giugno - Gino Pasin, calciatore italiano
- 9 giugno - Les Paul, chitarrista e inventore statunitense († 2009)
- 10 giugno - Saul Bellow, scrittore canadese († 2005)
- 10 giugno - René Joffroy, archeologo francese († 1986)
- 10 giugno - Serge Lebovici, psichiatra e psicoanalista francese († 2000)
- 11 giugno - Buddy Baer, attore e pugile statunitense († 1986)
- 11 giugno - Guido Borgianni, pittore italiano († 2011)
- 11 giugno - Antonio Borsellino, fisico italiano († 1992)
- 11 giugno - Frank Broome, calciatore e allenatore di calcio inglese († 1994)
- 11 giugno - Magda Gabor, attrice ungherese († 1997)
- 11 giugno - Arnold Jacobs, musicista e insegnante statunitense († 1998)
- 11 giugno - Nicholas Metropolis, fisico statunitense († 1999)
- 11 giugno - Krum Milev, allenatore di calcio e calciatore bulgaro († 2000)
- 11 giugno - Finn Moen, calciatore norvegese († 1999)
- 11 giugno - Bob Parsons, cestista statunitense († 1985)
- 12 giugno - Mildred Fizzell, velocista canadese († 1993)
- 12 giugno - Priscilla Lane, attrice e cantante statunitense († 1995)
- 12 giugno - Guido Manzo, militare italiano († 1943)
- 12 giugno - David Rockefeller, banchiere statunitense († 2017)
- 12 giugno - Zeke Zarchy, trombettista statunitense († 2009)
- 13 giugno - Don Budge, tennista e allenatore di tennis statunitense († 2000)
- 13 giugno - Mario Carlin, tenore italiano († 1984)
- 13 giugno - Luigi Panarella, pittore, scultore e scenografo italiano († 1983)
- 13 giugno - Rodolfo Stranieri, medico, pittore e fotografo italiano († 1988)
- 14 giugno - Giovanni Bermone, calciatore italiano († 1993)
- 14 giugno - Kay Sutton, attrice statunitense († 1988)
- 15 giugno - Nini Theilade, ballerina danese († 2018)
- 15 giugno - Thomas Huckle Weller, biologo statunitense († 2008)
- 16 giugno - Wilson Fitts, cestista statunitense († 2005)
- 16 giugno - Jan Lapidoth, bobbista svedese († 1989)
- 16 giugno - Jack Ridley, aviatore e ufficiale statunitense († 1957)
- 16 giugno - Mariano Rumor, politico italiano († 1990)
- 16 giugno - Tita Secchi, alpinista e partigiano italiano († 1944)
- 16 giugno - Anthony Sharp, attore britannico († 1984)
- 16 giugno - John Wilder Tukey, chimico, matematico e statistico statunitense († 2000)
- 17 giugno - Helmut Berndt, ostacolista e slittinista tedesco († 1990)
- 17 giugno - Paolo Boccella, militare e aviatore italiano († 1938)
- 17 giugno - Mario Echandi Jiménez, politico costaricano († 2011)
- 17 giugno - Elena Fabrizi, attrice e conduttrice televisiva italiana († 1993)
- 17 giugno - Mirosław Ferić, militare e aviatore polacco († 1942)
- 17 giugno - Hellmuth Marx, scultore austriaco († 2002)
- 17 giugno - Jan Rogowski, militare e aviatore polacco († 1997)
- 18 giugno - Maria Alessi Catalano, politica italiana († 1997)
- 18 giugno - Giancarlo Fusco, scrittore, giornalista e attore italiano († 1984)
- 18 giugno - Robert Kanigher, fumettista e editore statunitense († 2002)
- 19 giugno - Pat Buttram, attore e doppiatore statunitense († 1994)
- 19 giugno - Alfred Läpple, presbitero, teologo e insegnante tedesco († 2013)
- 19 giugno - Henry LeTang, coreografo statunitense († 2007)
- 20 giugno - Massimo Ottolenghi, antifascista, avvocato e scrittore italiano († 2016)
- 20 giugno - Terence Young, regista britannico († 1994)
- 21 giugno - Jean Bastien, calciatore e allenatore di calcio francese († 1969)
- 21 giugno - Wilhelm Gliese, astronomo tedesco († 1993)
- 21 giugno - Jan Lambrichs, ciclista su strada olandese († 1990)
- 21 giugno - Augusto Olliaro, calciatore italiano
- 21 giugno - Gamal el-Din Sabri, cestista egiziano
- 22 giugno - Carlo Cattaneo, calciatore italiano
- 22 giugno - Anthony Elenjimittam, filosofo, teologo e scrittore indiano († 2011)
- 22 giugno - Luigi Pavanati, scultore italiano († 1977)
- 22 giugno - Cornelius Warmerdam, astista, allenatore di atletica leggera e allenatore di pallacanestro statunitense († 2001)
- 22 giugno - Jacques Yonnet, scrittore e poeta francese († 1974)
- 23 giugno - Antonio Maria Alessi, presbitero e missionario italiano († 1996)
- 23 giugno - Anna Andreeva, pesista sovietica († 1997)
- 23 giugno - Emanuele Artom, partigiano e storico italiano († 1944)
- 23 giugno - Giordano Gamberini, saggista italiano († 2003)
- 23 giugno - Joseph Mell, attore statunitense († 1977)
- 23 giugno - Robin Montgomerie-Charrington, pilota automobilistico britannico († 2007)
- 23 giugno - Dennis Price, attore britannico († 1973)
- 24 giugno - Norman Cousins, giornalista e scrittore statunitense († 1990)
- 24 giugno - Fred Hoyle, fisico, matematico e astronomo britannico († 2001)
- 25 giugno - Peter Lind Hayes, attore e compositore statunitense († 1998)
- 25 giugno - Whipper Billy Watson, wrestler canadese († 1990)
- 26 giugno - Friedrich Anding, militare tedesco († 1996)
- 26 giugno - Alberto Brondi, militare e aviatore italiano († 1942)
- 26 giugno - Willard Brown, giocatore di baseball statunitense († 1996)
- 26 giugno - David Caminer, informatico britannico († 2008)
- 26 giugno - Paul Castellano, mafioso statunitense († 1985)
- 26 giugno - Pierre Van Basselaere, cestista belga
- 27 giugno - Pietro Chiappini, ciclista su strada italiano († 1988)
- 27 giugno - Harry Gibson, pianista e cantautore statunitense († 1991)
- 27 giugno - Giovanni Battista Marini Bettolo Marconi, chimico italiano († 1996)
- 27 giugno - Zhao Dan, attore e regista cinese († 1980)
- 28 giugno - David Honeyboy Edwards, cantante e chitarrista statunitense († 2011)
- 28 giugno - Eustace Fannin, tennista sudafricano († 1997)
- 28 giugno - Rina Fort, criminale italiana († 1988)
- 28 giugno - Garoto, chitarrista e compositore brasiliano († 1955)
- 28 giugno - Roberto Vallone, pilota automobilistico italiano († 2001)
- 28 giugno - Elliott Van Zandt, allenatore di pallacanestro, allenatore di baseball e preparatore atletico statunitense († 1959)
- 29 giugno - Pietro Sanchini, incisore italiano († 2002)
- 29 giugno - Paolo Sema, politico e sindacalista italiano († 2007)
- 29 giugno - Franz Spögler, militare tedesco († 1989)
- 30 giugno - Hugh Gardner Ackley, economista e ambasciatore statunitense († 1998)
- 30 giugno - Guerrino Tramonti, ceramista e pittore italiano († 1992)
- 30 giugno - Edgardo Vaghi, bobbista italiano († 1986)
- 30 giugno - Harry Weese, architetto statunitense († 1998)